# Guttorm Sigurdsson
Guttorm Sigurdsson —Guthormr Sigurðarson en nòrdic antic— (1199- 11 d'agost del 1204) fou el Rei de Noruega de gener a agost del 1204, durant l'era de guerra civil noruega. Com a net del rei Sverre, va ser proclamat rei pel partit Birkebeiner quan només tenia quatre anys. Tot i que evidentment no controlava els esdeveniments que l'envoltaven, l'accés de Guttorm al tron sota la regència eficaç de Håkon el Boig conduí de nou a un conflicte entre els partits birkebeiner i bagler, aquest darrer rebent suport militar del rei danès Valdemar II.
El regnat de Guttorm s'estroncà quan el rei nen emmalaltí i morí. Corregueren rumors entre el Birkebeiner va aguantar que Guttorm la malaltia i la mort havien estat causades per Håkon el Boig la futura muller de Hakon el Boig, Christina Nilsdatter, un fet considerat dubtós pels historiadors moderns. A la guerra civil va seguir la mort de Guttorm, fins a un acord assolit el 1207, dividint temporalment el regne. Malgrat el seu estatus de monarca, Guttorm no és inclòs en la llista oficial de reis noruecs.

## Rerefons

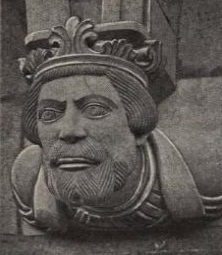
Bust representant al rei Sverre

Guttorm era fill il·legítim de Sigurd Lavard i per això un net del rei Sverre. La identitat de la seva mare és desconeguda. Sigurd precedí al seu pare, Sverre, que morí l'any 1202 i fou succeït pel seu fill petit Håkon Sverresson. Håkon regnà fins a la seva mort l'1 de gener de 1204. Håkon havia dut a terme una política de pau i reunificació entre els partits Birkebeiner i Bagler durant el seu curt regnat, però la seva mort els partits col·lapsaren i s'inicià un nou episodi de les guerres civils noruegues. Parts del Birkebeiner estaven descontents per la política de reconciliació de Håkon amb els Bagler, els quals poden haver conspirat per a provocar la seva mort, seguint que l'equilibri de poder dins del Birkebeiner va canviar immediatament a la facció al voltant de Håkon el Boig.
El dia després de la mort de Håkon, el Birkebeiner va designar rei a Guttorm en un una reunió del hird, consultant amb el Bisbe Martin de Bergen. El nebot de Sverre, Håkon el Boig fou instituït com a regent dirigint el hird i l'exèrcit. Segons el Bǫglunga sǫgur (sagues Bagler), el rei jove llavors va agafar una espasa i el va muntar al costat de Håkon, i li va entregar un escut. Més tard va donar el títol de comte a Hakon, amb el consentiment de tots el capitostos, i Håkon havia de seure al seu costat al tron. La inusual posició de poder de Håkon era simbolitzada seient al mateix nivell que el rei, i no en un seient més baix com era acostumat per a un comte. Un altre dels nebots de Sverre, Peter Støyper, juntament amb Einar Kongsmåg, marit de Cecília filla de Sverre, fou un dels guàrdies de Guttorm.

## Repugna i mort

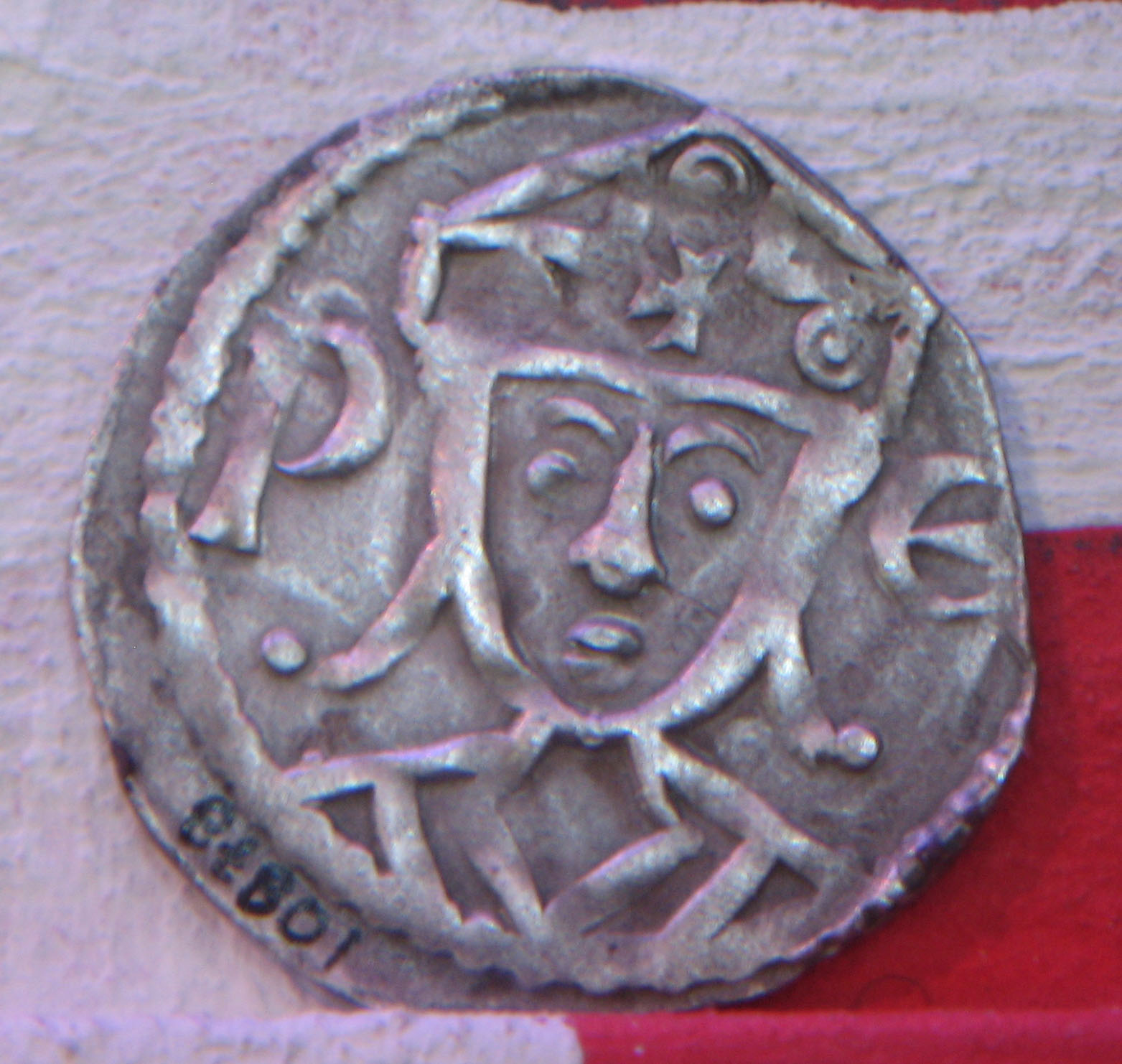
Valdemar II, qui ajudà al Bagler, representat en una moneda

El nomenament del bel·licós i l'ànsia de poder de Håkon el Boig (dit "el gos boig" pel Bagler) a posicions clau van contribuir a crear conflictes dins del Birkebeiner, i un empitjorant de les relacions amb els Bagler. L'accés al tron de Håkon dugueren a pensar als Bagler que no hi havia molta esperança de pau amb el Birkebeiner. El Bagler per això viatjà a Dinamarca i s'uní amb Erling Steinvegg, un fill al·legat de l'anterior rei Magnus Erlingsson, a qui alguns elements del partit havien intentat proclamar rei el 1203. La seva revolta rebé el suport actiu de Valdemar II, que tractava de recuperar l'antic senyoriu danès a Viken, a Noruega.
Valdemar va arribar a Viken el juny amb més de 300 vaixells, i Erling va actuar un judici d'ordalia abans que el rei en Tønsberg. A canvi el rei danès va donar 35 vaixells a Erling, i juntament amb Felip Simonsson (un altre rival Bagler), va jurar lleialtat a Valdemar. Tot i que la reclamació de Felip al tron rebé el suport tant de Valdemar com de l'església, al final, el Bagler va proclamar rei a Erling i Felip comte a Haugating i Borgarting (things al sud-est de Noruega), i el Bagler controlà ràpidament Viken. Guttorm fou al seu torn proclamat rei (konungstekja) pel Birkebeiner a Øyrating a Trondheim durant la primavera o principis d'estiu. Mentrestant Håkon el Boig intentava reunir un exèrcit per lluitar contra el Bagler, probablement a un segona assemblea purament militar a Øyrating, Guttorm de cop esdevenia malalt i mort l'11 d'agost. Va ser enterrat al Catedral de Nidaros a Trondheim.
En la versió extensa del Bǫglunga sǫgur, s'insinua que la malaltia i la mort de Guttorm van ser causades per Christina Nilsdatter, dama sueca casada després de la mort de Guttorm amb Håkon el Boig. Els historiadors moderns consideren aquesta reclamació dubtosa, i derivà amb dels rumors estesos pel Birkebeiner connectats amb la mort sobtada de Håkon Sverresson uns mesos abans. La mateixa font diu que Håkon va ser enverinat, presumptament per Margaret la vídua de Sverre, i tia de Christina. L'oferta de Håkon el Boig de succeir a Guttorm com a rei fracassaren per la manca de confiança i que havia fet poderosos adversaris. La mort de Guttorm seguí una guerra civil de baixa intensitat entre el seu successor Inge Bårdsson i el Bagler, fins a l'acord entre entre Inge, Håkon i el nou pretendent Bagler Felip Simonsson el 1207, el qual durant alguns anys va dividir el regne.